# Mirosław Chmara
Mirosław Marian Chmara (né le 9 mai 1964 à Bydgoszcz) est un athlète polonais spécialiste du saut à la perche. Affilié au Zawisza Bydgoszcz, il mesure 2,01 m pour 86 kg. Il est l'ancien détenteur du record de Pologne du saut à la perche avec 5,90 m, réalisé en France en 1988, seulement battu en 2011 par Paweł Wojciechowski

## Biographie

### Palmarès
| Date | Compétition                    | Lieu     | Résultat | Performance |
| ---- | ------------------------------ | -------- | -------- | ----------- |
| 1986 | Championnats d'Europe en salle | Madrid   | 4e       | 5,65 m      |
| 1988 | Championnats d'Europe en salle | Budapest | 4e       | 5,70 m      |
| 1989 | Championnats du monde en salle | Budapest | 4e       |             |
| 1989 | Championnats d'Europe en salle | La Haye  | 3e       | 5,75 m      |
| 1991 | Championnats du monde en salle | Séville  | 10e      |             |

### Records
| Épreuve          | Performance | Lieu         | Date              |
| ---------------- | ----------- | ------------ | ----------------- |
| Saut à la perche | 5,90 m      | 27 juin 1988 | Villeneuve-d'Ascq |